# Shen Yanfei
Yanfei Shen Zhang (Shijiazhuang, 24 december 1979) is een in China geboren tafeltennisspeelster die al haar gehele internationale carrière uitkomt voor Spanje. Samen met Gao Jun vormde ze in 2005 het eerste koppel dat het damesdubbel op de ITTF Pro Tour Grand Finals won dat op dat moment niet voor een Aziatisch land uitkwam (Gao Jun komt sinds 1997 uit voor de Verenigde Staten). Yanfei bereikte haar hoogste notering op de ITTF-wereldranglijst in januari 2007, toen ze negentiende stond.

## Sportieve loopbaan
Yanfei debuteerde in 2004 in het internationale (senioren)circuit op het Oostenrijk Open, in het kader van de ITTF Pro Tour. Op de toer won ze inmiddels de dubbelspeltoernooien van het Taipei Open 2005, China Open 2006 en in 2007 zowel het Korea Open als andermaal het Tapei Open (allen met Gao Jun).

Yanfei plaatste zich zowel in 2005, 2006 als 2007 voor de ITTF Pro Tour Grand Finals, waarop ze in 2005 samen met Gao Jun het dubbelspeltoernooi won. In de eindstrijd versloegen ze het Zuid-Koreaanse duo Kim Bok-rae/Kim Kyung-ah. De voormalig Chinesen waren daarmee de eerste winnaars op het evenement in die discipline die niet voor een Aziatisch land uitkwamen. Een jaar later bereikten ze samen wederom de dubbelfinale van de Grand Finals, maar verloren daarin ditmaal van Wang Nan en Zhang Yining. Yanfei kwam in het enkelspeltoernooi van 2006 tot de halve finale.
Yanfei plaatste zich in 2006 voor de Europese Top-12, waarop ze als vijfde eindigde. Twee jaar later vertegenwoordigde ze Spanje op de Olympische Zomerspelen 2008. Daar bereikte ze individueel de laatste 32 en werd ze negende met de Spaanse nationale vrouwenploeg.